# Darkwing Duck

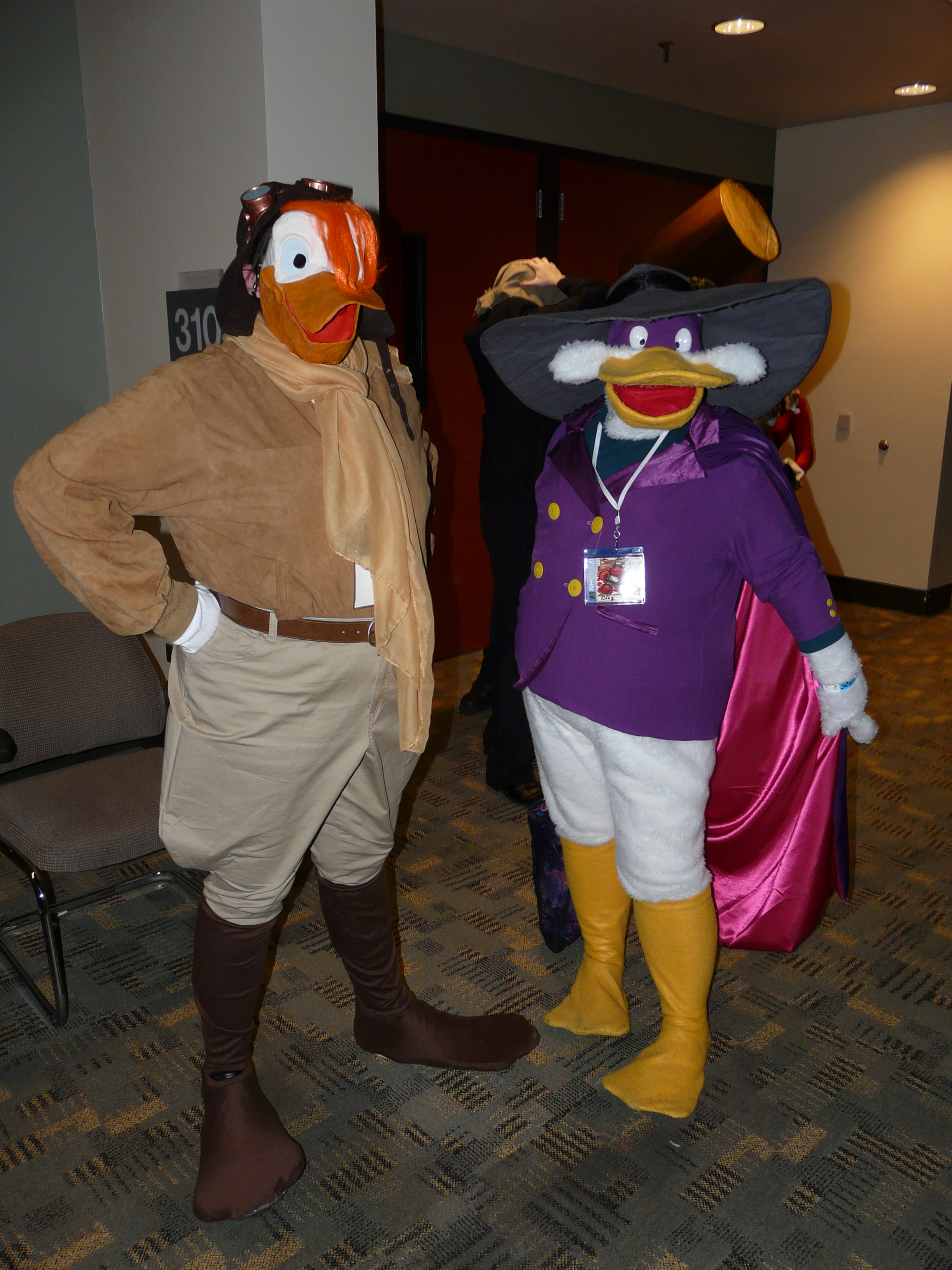
Personer utklädda till Sigge McKvack och Darkwing Duck.

Darkwing Duck är en amerikansk tecknad TV-serie från Walt Disney Television och sändes i USA åren 1991 och 1992, totalt 91 avsnitt. Huvudpersonen är ankan Darkwing Duck, en pulp-pastisch, som bekämpar brottslighet i den fiktiva staden S:t Canard ("canard" är franska för "anka"), en grannstad till Ankeborg. Serien är en spinoff av Ducktales, som lades ner 1990.

## Karaktärer

### Hjältarna
- Drake Mallard (Drake Mallard) - Seriens huvudperson, som har vigt sitt liv åt att bekämpa brottslighet - som superhjälten Darkwing Duck. Spelades av Anders Öjebo i Sverige. Även signatursångens svenska version sjöngs av Öjebo.
- Sigge McKvack (Launchpad McQuack) - Joakim von Ankas f.d. pilot, som tidigare var en av centralfigurerna i DuckTales. Spelades av Ulf Källvik i Sverige och i nydubbningen av Per Sandborgh.
- Gåsalin Waggermeyer-Mallard (Gosalyn Waddlemeyer-Mallard) - Darkwings hyperaktiva adoptivdotter. Vill hjälpa Darkwing även om han inte vill. Hon har även haft flera superhjälte-alias. De två gillar varandra men bråkar ofta. Gåsalin är förresten den enda medlemmen i sin familj som överlevt. Spelades av Monica Forsberg i Sverige och i nydubbningen av Dominique Pålsson Wiklund.
- Ture Fummelfot (Herbert "Honker" Muddlefoot Jr.) - Gåsalins bästa vän, betydligt mer tillbakadragen än hon - något av en bokmal. Den enda vid sidan av Gåsalin, Sigge (och senare Morgana) som känner till att Drake i själva verket är Darkwing Duck. Spelades av Christel Körner i Sverige  och i nydubbningen av Lizette Pålsson.
- Allan Fummelfot (Herbert "Herb" Muddlefoot) - Tures far, och Drakes granne. Godmodig, om än aningen för påträngande för Drakes smak. Spelades av Roger Storm i Sverige och Stephan Karlsén i nydubbningen.
- Doris Fummelfot (Binkie Muddlefoot) - Tures mor, en typisk amerikansk hemmafru. Kär i P-G Boss. Spelades av Christel Körner i Sverige.
- Bert Fummelfot (Tank Muddlefoot) - Tures bullrige storebror, som inte försitter en chans att bråka med honom. Spelades av Monica Forsberg i Sverige.
- Morgana MacAber (Morgana Macawber) - Häxa och före detta superskurk, omvänd till den goda sidan efter att hon fallit för Darkwing, och blivit hans flickvän. Hennes pappa gillar dock inte att hon är ihop med någon som är normal. Spelades först av Christel Körner och senare av Vicki Benckert i Sverige.
- P-G Boss (J. Gander Hooter) - Högste chef för "Agentbyrån" (S.H.U.S.H.), en topphemlig säkerhetsorganisation, som inte alltför sällan tvingas be Darkwing om hjälp att lösa de mest komplicerade fallen. P-G Boss och byrån dök för första gången upp i DuckTales-avsnittet "Double-O-Duck". Kär i Doris Fummelfot. Spelades av Roger Storm i Sverige.
- Agent Vladimir Grizzlykoff (Vladimir Goudenov Grizzlikof) - Agentbyråns främsta agent, av rysk härkomst. Är inte alltid så glad åt att byrån tar hjälp av Darkwing. Spelades av Jan Koldenius i Sverige och senare av Stephan Karlsén i nydubbningen.
- Webra Walters (Webra Walters) - Skjutjärnsjournalist som ursprungligen dök upp i DuckTales. Tenderar att allt som oftast vara på plats när någonting händer. Spelades av Christel Körner i Sverige.
- Gizmokvack (Gizmoduck) - Sigges gamle vän och Darkwings hjälterival. Precis som Sigge dök han ursprungligen upp i Ducktales. Som Fenton Spadrig dyker han endast upp i 2 avsnitt. Spelades av Roger Storm i Sverige.
- Dino (Stegmutt) - En före detta anka som har förvandlats till en stegosaurus. Innan förvandlingen var han vaktmästare på museet. Spelades av Peter Wanngren (avsnitten "Jurassic Jumble" och "Darkwing Doubloon") och Bertil Engh (dubbelavsnittet "Just Us Justice Ducks") i Sverige.
- Neptunia (Neptunia) - En fiskliknande varelse som skyddar havet från nedskräpning och annat skadligt för dess invånare. Spelades av Birgitta Fernström i Sverige.

### Skurkarna
- Taurus Bulba - en tjur och Darkwings kanske farligaste fiende. Bulba är ett skarpsinnigt kriminellt geni. I det tvådelade pilotavsnittet stal han "The ramrod", ett vapen som skapats av Gåsalins farfar. Det slutade med att Bulba dog i en explosion, men inför seriefinalen återupplivades han av F.O.V.L, då som en oslagbar cyborg kallad "The Steerminator". Spelades av Ingemar Carlehed och sedan av Stephan Karlsén i svenska dubbningen.
- Negaduck - Darkwings ärkefiende och dubbelgångare; undantaget färgerna på kläderna är Negaduck och Darkwing varandras absoluta avbilder. Negaduck kommer från Negaverse, ett universum där allt är precis tvärtom som i St. Canard. Spelades av Anders Öjebo (liksom Darkwing) i Sverige.
- Megavolt (Megavolt) - Superskurk med en stark förkärlek till elektricitet. Visade sig med tiden vara en gammal skolkompis till Drake. Han har ett ganska hett temperament. Spelades av Bertil Engh i Sverige.
- Ragnar Kvickrot (Reginald Bushroot) - Botanist som genom ett misslyckat experiment blev förvandlad till en vandrande växt. En av Darkwings mest förekommande fiender. Ganska rädd och ängslig av sig. Spelades av Hans Gustafsson i Sverige.
- Fläskaninni (Tuskerninni) - En pompös och galen regissör som har film som gimmick. Har pingviner som medhjälpare. Spelades av Ingemar Carlehed i Sverige.
- Kvackerjack (Quackerjack) - Före detta leksakstillverkare, som gick i konkurs då samtliga av hans leksaker var livsfarliga. Försörjer sig huvudsakligen som bankrånare. Spelades av Bertil Engh i Sverige.
- Vattuskräcken (Liquidator) - Källvattentillverkaren Bror Flod ("Bud Fludd"), som genom ett misslyckat förgiftningsförsök fick sin kropp omvandlad till en efter eget tycke formbar vattenmassa. Spelades av Ingemar Carlehed i Sverige.
- Järnnäbb (Steelbeak) - Toppagent inom brottsorganisationen F.O.V.L. - Föreningen Ohederlighet för hela Världens Ligister (F.O.W.L. - Fiendish Organization for World Larceny), Agentbyråns ärkefiender. Precis som Agentbyrån, dök F.O.V.L. (men dock inte Järnnäbb) - ursprungligen upp i DuckTales. Spelades av Roger Storm i Sverige och därefter av Fredrik Hiller.
- Ammonia Klorén (Ammonia Pine) - Rengöringsbesatt skurk som avskyr, och har rädsla för, smuts. Hon rekryterades till F.O.V.L. för deras gemena planer. I ett avsnitt blir hon förälskad i Järnnäbb, men den kärleken blir inte besvarad. I ett annat avsnitt har hon en syster vid namn Smeta Orén som är hennes raka motsats. Spelades av Christel Körner i Sverige.
- Smeta Orén (Ample Grime) - Ammonias syster. Till skillnad från sin syster är hon väldigt smutsig och avskyr renlighet. Hon har bara dykt upp i avsnittet "Dirty Something". Spelades av Monica Forsberg i Sverige.
- Kluddan Palett (Splatter Phoenix) - Konsttjuv, som med hjälp av en kemisk färg kan träda in i olika tavlor, och dess dimensioner. Spelades av Christel Körner i Sverige.
- Professor Mullvad (Professor Moliarty) - En intelligent mullvad som vanligen har ett underjordiskt tema bakom sina brott. I ett avsnitt försökte han blockera solen så att hans art kunde gå till ytan och ta över St. Canard. Hans engelska namn är en ordlek för Professor Moriarty, Sherlock Holmes ärkefiende. Spelades av Ingemar Carlehed i Sverige.

Det finns dessutom ytterligare kopplingar till DuckTales. Guld-Ivar Flinthjärta, Magica de Hex och Björnligan, samtliga välkända skurkar från såväl DuckTales som från serierna med Kalle Anka, gör mindre framträdanden i Darkwing-avsnittet "In Like Blunt".

## Avsnitt
Säsong 1 och 2 sändes parallellt.

### Säsong 1 (1991)
Visades varje vardagseftermiddag på Disney Afternoon, genom syndikering. Avsnitt 1 och 2 sändes ursprungligen som ett avsnitt, men har delats upp i senare reprisvisningar.
- 1. Darkly Dawns the Duck Part 1 (1991-09-08)
- 2. Darkly Dawns the Duck Part 2 (1991-09-08)
- 3. Beauty and the Beet (1991-09-09)
- 4. Getting Antsy (1991-09-10)
- 5. Night of the Living Spud (1991-09-11)
- 6. Apes of Wrath (1991-09-12)
- 7. Dirty Money (1991-09-13)
- 8. Duck Blind (1991-09-16)
- 9. Comic Book Capers (1991-09-17)
- 10. Water Way to Go (1991-09-18)
- 11. Paraducks (1991-09-19)
- 12. Easy Come, Easy Grows (1991-09-20)
- 13. A Revolution in Home Appliances (1991-09-23)
- 14. Trading Faces (1991-09-24)
- 15. Hush, Hush Sweet Charlatan (1991-09-25)
- 16. Can't Bayou Love (1991-09-26)
- 17. Bearskin Thug (1991-09-27)
- 18. You Sweat Yout Life (1991-09-30)
- 19. Days of Blunder (1991-10-01)
- 20. Just Us Justice Ducks Part 1 (1991-10-02)
- 21. Just Us Justice Ducks Part 2 (1991-10-03)
- 22. Double Darkwings (1991-10-04)
- 23. Aduckyphobia (1991-10-07)
- 24. When Aliens Collide (1991-10-08)
- 25. Jurassic Jumble (1991-10-09)
- 26. Cleanliness Is Next to Badliness (1991-10-10)
- 27. Smarter Than a Speeding Bullet (1991-10-11)
- 28. All's Fahrenheit in Love and War (1991-10-14)
- 29. Whiffle While You Work (1991-10-15)
- 30. Ghoul of My Dreams (1991-10-16)
- 31. Adopt-a-Con (1991-10-21)
- 32. Toys Czar Us (1991-10-22)
- 33. The Secret Origins of Darkwing Duck (1991-10-23)
- 34. Up, Up, and Awry (1991-10-24)
- 35. Life, the Negaverse, and Everything (1991-10-25)
- 36. Dry Hard (1991-10-28)
- 37. Heavy Mental (1991-10-29)
- 38. Disguise the Limit (1991-10-30)
- 39. Planet of the Capes (1991-10-31)
- 40. Darkwing Doubloon (1991-11-01)
- 41. It's a Wonderful Leaf (1991-11-04)
- 42. Twitching Channels (1991-11-05)
- 43. Dances with Bigfoot (1991-11-06)
- 44. Twin Beaks (1991-11-07)
- 45. The Incredible Bulk (1991-11-08)
- 46. My Valentine Ghoul (1991-11-11)
- 47. Dead Duck (1991-11-12)
- 48. A Duck by Any Other Name  (1991-11-13)
- 49. Let's Get Respectable (1991-11-14)
- 50. In Like Blunt (1991-11-15)
- 51. Quack of Ages (1991-11-18)
- 52. Time and Punishment (1991-11-19)
- 53. Stressed to Kill (1991-11-20)
- 54. The Darkwing Squad (1991-11-21)
- 55. Inside Binkie's Brain (1991-11-22)
- 56. The Haunting of Mr. Banana Brain (1991-11-25)
- 57. Slime OK, You're OK (1991-11-26)
- 58. Whirled History (1991-11-27)
- 59. U.F. Foe (1991-11-28)
- 60. A Star Is Scorned (1991-11-29)
- 61. The Quiverwing Quack (1991-12-02)
- 62. Jail Bird (1991-12-03)
- 63. Dirtysomething (1991-12-04)
- 64. Kung Fooled (1991-12-05)
- 65. Bad Luck Duck (1991-12-06)

### Säsong 2 (1991)
Visades lördagmornar på ABC, parallellt med säsong 1.
- 66. That Sinking Feeling (1991-09-07)
- 67. Film Flam (1991-09-14)
- 68. Negaduck (1991-09-21)
- 69. Fungus Amongus (1991-09-28)
- 70. Slaves to Fashion (1991-10-05)
- 71. Something Fishy (1991-10-12)
- 72. Tiff of the Titans (1991-10-19)
- 73. Calm a Chameleon (1991-10-26)
- 74. Battle of the Brainteasers (1991-11-02)
- 75. Bad Tidings (1991-11-09)
- 76. Going Nowhere Fast (1991-11-16)
- 77. A Brush with Oblivion (1991-11-23)
- 78. The Merchant of Menace (1991-11-30)

### Säsong 3 (1992)
Visades lördagmornar på ABC.
- 79. Monsters R Us (1992-09-12)
- 80. Inherit the Wimp (1992-09-19)
- 81. Revenge of the Brainteasers, Too (1992-09-26)
- 82. Star Crossed Circuits (1992-10-03)
- 83. The Steerminator (1992-10-10)
- 84. The Frequency Fiends (1992-10-17)
- 85. Paint Misbehavin' (1992-10-24)
- 86. Hot Spells (1992-10-31) (bannlyst avsnitt p.ga anknytningar till satanism)
- 87. Fraudcast News (1992-11-07)
- 88. Clash Reunion (1992-11-14)
- 89. Mutantcy on the Bouncy (1992-11-21)
- 90. Malice's Restaurant (1992-11-28)
- 91. Extinct Possibility (1992-12-05)

## Serietidningarnas värld
I USA fick serien en egen serietidning, och serieäventyr med Darkwing Duck producerades även i andra länder. Totalt blev det omkring sextio avsnitt, men inga av dessa serier har än så länge blivit publicerade i Sverige.

## TV-spel
Serien gav även upphov till flera TV-spel, till NES, Game Boy & TurboGrafx-16.

## Darkwing Duck i Sverige
I Sverige visades serien först i Filmnet under tidigt 1990-tal. Där visades alla avsnitt av säsong 1 och 2, säsong 3 har aldrig dubbats eller visats i Sverige. Serien visades även i Sveriges Television med start den 3 september 1993 i programmet Disneyklubben om fredagskvällarna .
Efter flera uppmärksammade händelser i Sverige och Norge i oktober-november 1994, var serien en av flera som drogs in eftersom de ansågs vara "för våldsamma" med tanke på att de var riktade till en yngre publik. I ett av fallen troddes våldet i barnprogrammen vara orsaken till att barn dödat barn. Våldsbeskyllningarna kritiserades av många  som ansåg att det våld som visades var både oskyldigt och väldigt sällan förekommande.
50 av seriens avsnitt hann visas innan den slutade sändas.[källa behövs]
Senare har serien också visats i TV3, Disney Channel och Toon Disney.
I den svenska humor/skräck serien Den sista dokusåpan citerar seriens antagonist Micke B Darkwing Ducks catch phrase "jag är faran som lurar i natten..." innan han skjuter Peppe, en av seriens protagonister.
Sedan oktober 2022 finns serien tillgänglig i den svenska versionen av streamingtjänsten Disney+. Väl där är säsong 3 helt nydubbad, dessutom har 21 av avsnitten från de första två säsongerna dubbats om.